# 今金町種川スキー場
今金町種川スキー場（いまかねちょうたねかわスキーじょう）は、北海道瀬棚郡今金町にあるスキー場。

## 概要
種川小学校に併設されたスキー場である。
ゲレンデは一面で、中級者向けの上側斜面と初級者向けの下側斜面にそれぞれロープトゥが設置されている。
簡素ではあるが、一部ナイター設備を備えている。

## アクセス
函館バス種川小学校前バス停より徒歩約10分。